# Monte Higashiakaishi
El monte Higashiakaishi (東赤石山 Higashi'akaishi-yama?) es un monte de 1.706 m que se encuentra en la prefectura de Ehime. Se ubica en el límite entre las ciudades de Shikokuchuo (antiguo Pueblo de Doi del Distrito de Uma) y Niihama (antigua Villa de Besshiyama del Distrito de Uma). 

## Características
El monte Higashiakaishi es el pico de mayor altura de la cordillera de Hoo, que se encuentra en la zona oriental de la prefectura de Ehime. Está incluida en la "Lista de las 200 montañas más famosas de Japón" y es una de "Las 100 montañas más famosas por su flora de Japón". Es famosa por las peridotitas de color marrón rojizo que asoman sobre su superficie y su flora de alta montaña, entre las que se destaca el Otomeshajin (オトメシャジン?).
Hacia la ladera norte (del lado del antiguo Pueblo de Doi) existió hasta aproximadamente el año 1980 la Mina de Akaishi (赤石鉱山 Akaishi-kōzan?), del cual se extraían cromita y dunita (un tipo de peridotita). También en esa ladera se encontraba la principal ruta de ascenso que se iniciaba en el distrito Komata (河又 Kōmata?) hacia el sur, atravesaba el Camino Arbolado de Irazu (五良津林道?) y pasaba por la Mina de Akaishi.
En la actualidad, debido a las inundaciones que se producen en el Camino Arbolado de Irazu y a que se mejoró el acceso desde hacía la ladera sur, las rutas más utilizadas son las que se inician en los distritos de Ikadadu (筏津?) y Seba (瀬場?), o incluso la que va desde Tokonabe (床鍋?) y pasa por Gongengoshi (権現越?).